# (7151) 1971 SX3
A (7151) 1971 SX3 a Naprendszer kisbolygóövében található aszteroida. Torres, C. fedezte fel 1971. szeptember 26-án.